# Diana Spencer-Churchill
Pour les articles homonymes, voir Diana Spencer et Diana Churchill.
Diana Spencer-Churchill (11 juillet 1909 - 20 octobre 1963) est la fille ainée de l'homme d’État britannique Winston Churchill et de son épouse Clementine Hozier. Surnommée P.K. (Puppy Kitten - la petite chatte - par ses parents).  

## Biographie
Diana Churchill est la première enfant du couple formé par Winston Churchill et Clementine Hozier. Ces derniers se marient le 12 septembre 1908 dans l'église Sainte-Marguerite de Westminster à Londres, où sera célébré également le premier mariage de Diana.  
Outre Diana, ils ont quatre autres enfants : Randolph, Sarah, Marigold et Mary Churchill. 
Diana fréquente un temps la Royal Academy of Dramatic Art à Londres mais reconnaissant ne pas avoir l'étoffe d'une bonne actrice, elle abandonne cette voie.
Le 12 décembre 1932, elle épouse le fils d'un ami de son père, John Milner Bailey (1900-1946), qui deviendra baron. Le mariage se délite très vite et le couple divorce trois ans plus tard. 
Le 16 septembre 1935, Diana Churchill se remarie avec le député conservateur Duncan Sandys (1908-1987). De cette union naissent trois enfants : Julian (1936-1997), Edwina (1938) et Celia (1943). 
Pendant la Seconde Guerre mondiale, elle est officier de la Women's Royal Naval Service.
En 1960, Diana Churchill divorce de Duncan Sandys mais est en proie à de nombreuses dépressions nerveuses. En 1962, elle commence à travailler pour les Samaritains (en), une association britannique de prévention contre le suicide. La même année, en avril, elle reprend officiellement son nom de jeune fille, Churchill.

### Postérité
Elle meurt en octobre 1963 à l'âge de 54 ans, d'une surdose de barbituriques, probablement un suicide. Sir Winston Churchill est en proie à des depressions allant jusqu'à des pertes cognitives et sa mère, très souffrante : ni l'un ni l'autre ne pourront assister à ses obsèques. 
Elle est inhumée au cimetière paroissial de l'église Saint-Martin de Bladon dans l'Oxfordshire, où elle sera rejointe plus tard par ses parents.